# 김선영 (번역가)
김선영（1979년 - )은 대한민국의 번역가이다. 한국외국어대학교 일본어학과를 졸업했다. 졸업 후에는 한국방송공사 등의 방송국에서 프리랜서로 활동했다.. 일본의 추리 소설에 깊은 관심을 가지고 있으며, 주로 일본의 추리 소설을 한국어로 번역하고 있다.

## 주요 번역 작품
- 아리스가와 아리스
  - 『月光ゲーム Yの悲劇'88』（1989년1월）→『월광 게임 - Y의 비극 '88』（2007년12월）
  - 『孤島パズル』（1989년7월）→『외딴섬 퍼즐』（2008년5월）
  - 『白い兎が逃げる』（2003년11월）→『하얀 토끼가 도망친다』（2008년7월）
  - 『双頭の悪魔』（1992년2월）→『쌍두의 악마』（2010년6월）
- 오쓰이치
  - 『死にぞこないの青』（2001년10월）→『미처 죽지못한 파랑』（2008년10월）
  - 『暗いところで待ち合わせ』（2002년4월）→『어둠 속의 기다림』（2008년12월）
  - 『失踪HOLIDAY』（2000년12월）→『실종 홀리데이』（2009년6월）
  - 『小生物語』（2004년7월）→『소생 이야기』（2010년2월）
- 사사키 조
  - 『警官の血』（2007년9월）→『경관의 피』（2009년2월）
  - 『エトロフ発緊急電』（1989년10월）→『에토로후 발 긴급전』（2009년11월）
- 미나토 가나에
  - 『告白』（2008년8월）→『고백』（2009년11월）
- 야마구치 마사야
  - 『生ける屍の死』（1989년10월）→『살아 있는 시체의 죽음』（2009년11월）